# Jeitinho brasileiro
Jeitinho brasileiro (brasiliansk portugisiska: [ʒejˈtʃiɲu bɾaziˈlejɾu], svenska: brasilianskt litet sätt) eller bara jeitinho är ett uttryck för ett annorlunda eller okonventionellt sätt som brasilianare använder för att hantera ett problem eller en svår situation. Det kan vara genom att improvisera, tänja på regler, välja ett nytt och kreativt synsätt eller en tidigare oprövad teknik.
Jeitinho brasileiro kan beskriva handlingar i både positiva och negativa sammanhang. Som att listigt hantera den byråkratiska processen för att skynda på ett myndighetsärende som annars skulle ta lång tid. Eller att skaffa sig oberättigade fördelar genom att utnyttja sin ställning inom en organisation.

## Jeitinho i kulturen

### Sérgio Buarque och den känslostyrda människan
I essän Brasiliens rötter (Raízes do Brasil, 1936) beskriver historikern och sociologen Sérgio Buarque de Holanda viktiga aspekter av den moderna brasilianska kulturens historia. Hur det demokratiska samhället växer fram ur det portugisiska arvet från kolonialtiden via kejsardömet. I kapitlet O homem cordial, ’den hjärtliga människan’, lyfter Buarque fram brasilianaren som en känslostyrd person som följer sitt hjärta hellre än lagar och regler. Ett  förhållningssätt som kan komplicera relationen till myndigheter och göra gränsen oklar mellan vad som är det privata och det allmänna. Om samhället även bygger på en omfattande byråkrati kan jeitinho brasilieiro beskriva handlingar för att försöka mjuka upp relationen till myndigheter och snabba på långsamma processer.

### José Carioca, den skurkaktiga papegojan
I Disneyfilmen Saludos Amigos från 1942 debuterar José ”Zé” Carioca, en brasiliansk papegoja från Rio de Janeiro, som blir Kalle Ankas kompis. José Carioca är en sorglös och lite skurkaktig karaktär som ofta hamnar i svåra situationer. Men Zé lyckas dock nästan alltid klara sig undan med hjälp av jeitinho brasileiro. 